# El Templete (La Habana)
El Templete, es una edificación de marcado carácter histórico, situada en la Plaza de Armas de La Habana Vieja, Patrimonio de la Humanidad. Su construcción data de 1827, a partir de los planos del coronel Antonio de la Torre y bajo la dirección del Regidor Francisco Rodríguez y Cabrera. Fue erigido a propuesta del gobernador y capitán general de Cuba, Francisco Dionisio Vives, en el lugar donde se cree se fundó la Villa de San Cristóbal de La Habana en 1519.
La villa primigenia de San Cristóbal de La Habana, fue fundada en 1514, originalmente a orillas del río Mayabeque (el lugar exacto del asiento es aún desconocido, puede ser en su desembocadura o a una decena de kilómetros tierra adentro). Después se asentaría definitivamente en la costa norte, en la Bahía de Carenas.
Es probable que su asiento original haya sido sobre el curso fluvial del llamado "Antiguo Mayabeque" que desemboca en la playa de Mayabeque. El "Nuevo Mayabeque" corresponde a la desembocadura actual del Río cercano a Punta Mora, más al este de la playa Mayabeque. La fecha del cambio de curso del río no ha sido precisada, pero se supone entre finales del siglo XVII e inicios del XIX. Ambos cursos están unidos aún la mayor parte del año, por un cauce seco, junto al poblado de Riva.
El "Antiguo Mayabeque" posee actualmente una extensión de solo 10 km, con muchos meandros y más de cien pequeños manantiales. Se forma por la unión de los ríos La Luisa y La Teresa, muy cerca del antiguo centro del Hato de San Pedro de Mayabeque, Cayo de la Ceiba, que son algunos de los sitios probables del primer asentamiento de la villa de La Habana.

## Estructura
El Templete según expertos fue la primera construcción de carácter neoclásico de La Habana, y una de las obras civiles que más ha influido en la arquitectura de Cuba. Este monumento tiene la forma de templo dórico griego. La fachada está conformada por un pórtico de seis columnas dóricas, sosteniendo un friso decorado, y un frontón prominente con una inscripción conmemorativa de la inauguración. La contrafachada tiene cuatro pilastras con capiteles dóricos y otros adornos decorativos ; techo plano y cornisa amplia, zócalos áticos y los pisos interiores están hechos de mármol.
En el interior del recinto se encuentran un busto de Cristóbal Colón, descubridor de la isla, y una ceiba. En los jardines se encuentra la Columna de Cajigal en honor el gobernador español que mando a construirla en 1754, al morir la primera ceiba plantada. Sobre esta columna hay una imagen de la Virgen del Pilar, patrona de los navegantes españoles. En la base se observa un busto de mármol del adelantado Hernando de Soto, quien fuera primer gobernador de la villa de San Cristóbal de La Habana.

## Mitos
Todos los años cada víspera del 16 de noviembre, fecha en que fue fundada la ciudad el lugar es testigo de una peregrinación de cientos de habaneros que dan tres vueltas a la ceiba y echan una moneda a sus raíces y en silencio, formulan un deseo, con esperanzas de que se cumpla.
A mediados del siglo XVIII murió la primera ceiba y ha sido reemplazada varias veces hasta llegar a la actual, que fue sembrada en el año 1960 por lo que pasa los cincuenta años de vida.